# Exomalopsis pulchella
Exomalopsis pulchella là một loài Hymenoptera trong họ Apidae. Loài này được Cresson mô tả khoa học năm 1865.

## Hình ảnh

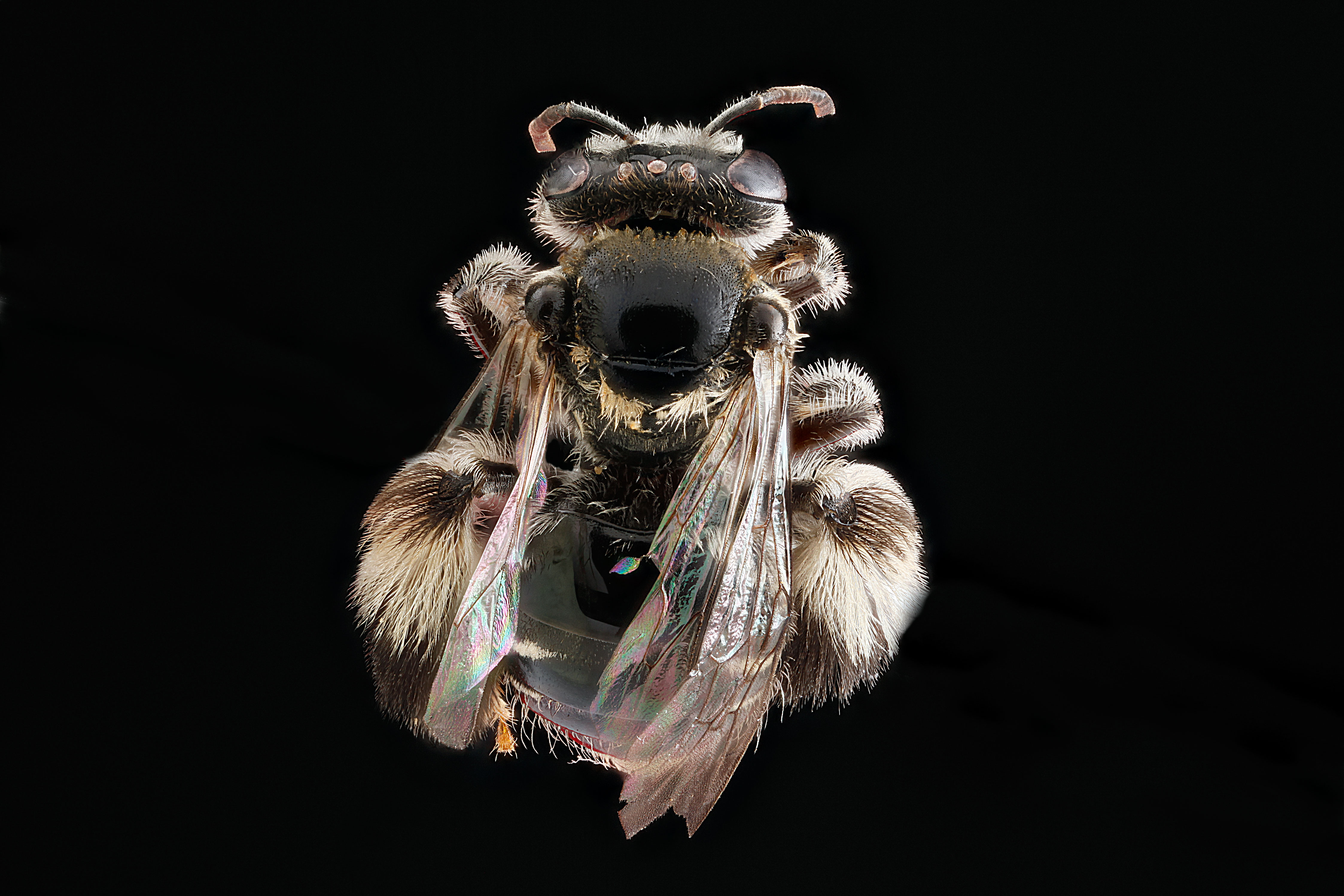
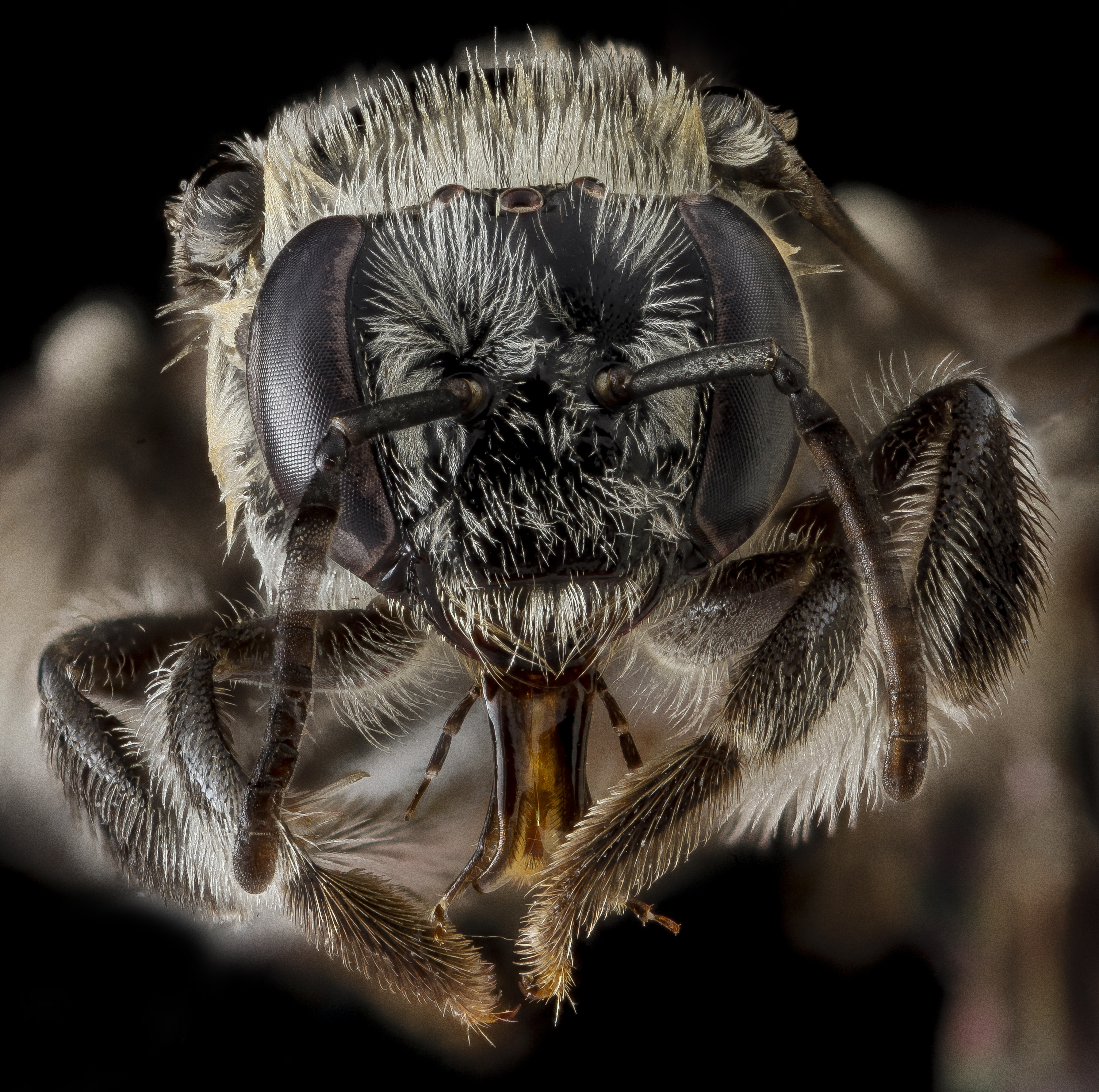